# Independent News & Media

Logotipo da empresa.

Independent News & Media (INM) é um conglomerado de média que está presente em mais de 20 países nos quatro continentes. Sua sede está situado em Dublin na Irlanda.

## Historia
As origens do INM são no século XX na Irlanda, onde Independent Newspapers foi fundada por William Martin Murphy em Dublin em 1904.
A empresa inicialmente publicou um jornal da manhã, com uma forte ênfase em uma política editorial independente. Enquanto a empresa crescia, acrescentou um título de tarde e no domingo. Ao longo das próximas décadas, a empresa se estabeleceu como a principal empresa de jornais irlandês propriedade nacional e em 1960 tornou-se envolvido em jornais regionais na Irlanda.
Em 1973, Sir Anthony O'Reilly comprou a empresa como o principal acionista da família Murphy, que ainda detinha uma participação controladora na época. Sob sua direção, a empresa desenvolveu a estratégia de ter uma base diversificada ganhos dos mercados em todo o mundo. Este foi o catalisador para o crescimento do grupo, que expandiu-se em jornais e rádio na Austrália, Nova Zelândia e África do Sul.
Em 2013, o grupo vendeu seus operações sul-africanos.

## Operações

### Irlanda do Norte
Na Irlanda do Norte, o Grupo possui o grupo Belfast Telegraph, que é a maior editora de jornais na Irlanda do Norte. Ele tem dois títulos principais, The Belfast Telegraph e Sunday Life, e é também a impressora principal contratado na Irlanda, com uma nova planta de impressão state-of-the-art construído em Newry.

### Irlanda
INM é a maior empresa de média da Irlanda, publica cinco jornais nacionais líderes de mercado, treze jornais regionais e um jornal diário gratuito Metro Herald. É o maior atacadista e distribuidor de jornais e revistas da Irlanda. O nome da marca Independent é um nome familiar na Irlanda, com o Irish Independent, Sunday Independent, The Herald, Sunday World e The Star, todos os líderes de mercado em seus segmentos. Os treze jornais regionais semanais são publicados em Cork, Kerry, Dublin, Louth, Wexford, Wicklow, Carlow e Sligo.

### Australásio
APN News & Media Limited (APN), nas quais o grupo tem uma quota de 29,5%, é a maior editora de jornais na Nova Zelândia e uma publicação líder na Austrália. Publica 20 jornais diariamente e mais de 90 jornais nao-diários em toda a Austrália e Nova Zelândia.